# Il (władca Ummy)
Il – władca sumeryjskiego miasta-państwa Umma, panujący pod koniec 2 połowy XXV w. p.n.e., współczesny Entemenie z miasta-państwa Lagasz. Według inskrypcji Entemeny, opisującej historię konfliktów pomiędzy miastami-państwami Umma i Lagasz, Il miał być kapłanem z miasta Zabalam, który przejął władzę w Ummie po śmierci jej poprzedniego władcy Ur-Lummy.